# Mitchell Parish
Mitchell Parish, pseudonimo di Michael Hyman Pashelinsky (Lituania, 10 luglio 1900 – New York, 31 marzo 1993), è stato un paroliere statunitense, autore di brani celebri come Moonlight Serenade e Stardust (tradotta in italiano come Polvere di stelle).

## Biografia
All'età di sette mesi si trasferì con la famiglia, ebrei di Lituania dell'allora impero russo, verso gli Stati Uniti a bordo della nave SS Dresden. Ben presto cambiarono il cognome Pashelinsky in "Parish". Vissero circa tre anni e mezzo in Louisiana e successivamente si trasferirono a New York.
Michael cambiò nome in "Mitchell" nel 1919, quando iniziò a lavorare come paroliere. Nel 1922 si sposò con Molly Lillienfeld, da cui ebbe due figlie e un figlio.
Verso la fine degli anni venti era diventato uno tra gli autori più noti, attivi a New York. Scriveva testi per i musical e per le canzoni dei più famosi musicisti. Solo per citarne alcuni, Deep Purple su musica di Peter DeRose, Stardust su musica di Hoagy Carmichael, Sophisticated Lady su musica di Duke Ellington, Moonlight Serenade su musica di Glenn Miller, Sleigh Ride (1950) su musica di Leroy Anderson. Scrisse anche il testo della versione inglese di Nel blu, dipinto di blu di Domenico Modugno. Sue sono anche le parole per la versione jazz di Pavane pour une infante défunte di Maurice Ravel, che ha il titolo di The Lamp Is Low.
Dopo la seconda guerra mondiale tornò all'università e si laureò con lode nel 1950, a cinquant'anni, presso l'università di New York.
Il suo nome è stato inserito nella Songwriters Hall of Fame.